# Casa del doctor George W. Carr
La Casa del doctor George W. Carr, también conocida simplemente como Casa Carr, es una casa histórica en 29 Waterman Street en el vecindario de College Hill en la ciudad de Providence, la capital del estado de Rhode Island (Estados Unidos). La casa de estilo Queen Anne fue construida en 1885 por Edward I. Nickerson y agregada al Registro Nacional de Lugares Históricos en 1973.
El edificio fue comprado por la Escuela de Diseño de Rhode Island (RISD) en 1916, y ha cumplido una variedad de roles para la escuela, más recientemente como un café para estudiantes llamado Carr Haus y salón en RISD. Es uno de los primeros ejemplos prominentes del estilo Reina Ana de Providence. La casa está construida sobre una pendiente pronunciada y ubicada en la esquina de una concurrida intersección de Waterman Street y Benefit Street.
En 1916, la Providence Engineering Society ocupó todo el segundo piso del edificio, entonces propiedad de RISD. En 1926, el artista Frank Convers Mathewson vivía en la casa Carr.